# O Rosal (kommun)
O Rosal är en kommun i Spanien. Den ligger i provinsen Pontevedra i den autonoma regionen Galicien i nordvästra delen av landet, 500 km nordväst om huvudstaden Madrid. Antalet invånare är 6 509 (2024). Arean är 44,90 kvadratkilometer.